# سیارک ۸۲۵

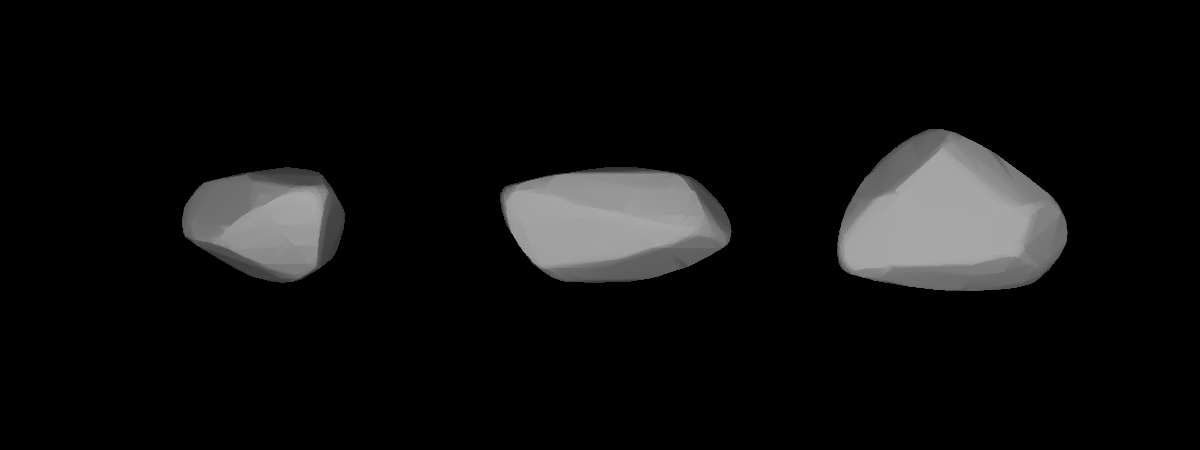
مدل سه‌بُعدی سیارک ۸۲۵ بر طبق منحنی نور آن

سیارک ۸۲۵ (به انگلیسی: 825 Tanina، نامگذاری:1916ZL) هشتصد و بیست و پنجمین سیارک کشف شده‌است که در ۲۷ مارس ۱۹۱۶ و در رصدخانه سایمیز کشف شد.
قدر مطلق سیارک برابر ۱۱٫۸۶ است.